# 仪封镇
仪封镇，原为仪封乡，是中华人民共和国河南省開封市兰考县下辖的一个乡镇级行政单位。2020年6月，撤乡设镇，现区划代码为410225108。

## 行政区划
仪封镇下辖以下地区：
仪封村、东岗头村、毛古村、代庄村、董庄村、台棚村、陈楼村、李寨村、圈头村、什伍村、张寨村、野庄村、白口村、吕拐村、耿庄村、孟寨村、胡寨村、西二里寨村、秦寨村、魏寨村、土山村、代寨村、刘岗村、蔡岗村、坝头村、东老君营村、西老君营村、三合庄村、东二里寨村、郝寨村、菜园村、俞家园村、谢庄村和金庄村。

## 历史沿革
1958年建仪封公社，1983年改乡。1997年，面积89平方千米，人口4.1万，辖耿庄、二里寨、三合庄、西老君营、东老君营、东岗头、毛古、代庄、仪封、马庄、刘岗、土山、代砦、胡寨、吕拐、白口、野庄、张寨、什伍、圈头、李寨21个行政村。